# Касавина, Надежда Александровна
Наде́жда Алекса́ндровна Каса́вина (род. 10 января 1979, Старица, Астраханская область) — российский философ и социолог, специалист по философской антропологии, социальной антропологии, экзистенциальной философии, философии культуры, социологии культуры, методологии и философии гуманитарных наук. Создатель научного направления экзистенциальной философии науки. Доктор философских наук (2017), доцент (2008), профессор РАН (2022) по Отделению общественных наук РАН, член-корреспондент РАН (2022) по Отделению общественных наук РАН. Ведущий научный сотрудник (с 2018) и руководитель сектора философии культуры Института философии РАН (с 2021). Одна из авторов энциклопедического словаря «Элитология».

## Биография
Родилась в 1979 году в селе Старица Черноярского района Астраханской области.
В 1995 году окончила среднюю общеобразовательную школу имени Героя Советского Союза Конева Павла Фёдоровича Старицы.
В 2000 году окончила психолого-педагогический факультет Астраханского государственного педагогического университета.
В 2000—2008 годы — ассистент, старший преподаватель и доцент кафедры социологии Астраханского государственного университета.
В 2004 году окончила аспирантуру Волгоградского государственного педагогического университета и в Волгоградском государственном университете под научным руководством доктора философских наук, профессора Л. В. Щегловой защитила диссертацию на соискание учёной степени кандидата философских наук по теме «Вера в становлении индивидуального духа: философско-антропологический подход» (специальность 09.00.13 — религиоведение, философская антропология, философия культуры; официальные оппоненты — доктор философских наук, профессор А. И. Пигалёв и кандидат философских наук, доцент А. И. Семёнов; ведущая организация — Астраханский государственный технический университет.
В 2004—2008 годы — старший научный сотрудник отдела социологической и клубной работы Астраханского областного научно-методического центра народной культуры.
В 2008 году присвоено учёное звание доцента по кафедре социологии.
В 2008—2011 годы — доцент кафедры социологии и управления социальными процессами Академии труда и социальных отношений.
В 2011—2018 годы — старший научный сотрудник, с 2018 года — ведущий научный сотрудник и с 2021 года — руководитель сектора философии культуры Института философии РАН.
В 2017 году в Институте философии РАН защитила диссертацию на соискание учёной степени доктора философских наук по теме «Экзистенциальный опыт как проблема философии и социально-гуманитарных наук» (специальность 09.00.08 — философия науки и техники); научный консультант — член-корреспондент РАН, доктор философских наук, профессор Н. И. Лапин; официальные оппоненты — доктор философских наук, профессор Л. А. Микешина, доктор философских наук, профессор Б. Л. Губман и доктор философских наук, профессор В. Д. Губин; ведущая организация — Школа философии факультета гуманитарных наук Национального исследовательского университета «Высшая школа экономики».
С 2020 года — профессор факультета философии Государственного академического университета гуманитарных наук.
В 2022 году избрана профессором РАН по Отделению общественных наук. В том же году избрана членом-корреспондентом РАН по Отделению общественных наук.
Член Российского философского общества и Русского общества истории и философии науки.
Муж — Илья Теодорович Касавин, философ, доктор философских наук, профессор, член-корреспондент РАН.

## Научная деятельность
Является создателем научного направления «экзистенциальная философия науки», в рамках которого в социально-гуманитарных науках осуществлена концептуализация экзистенциального поворота, а также раскрыта социально-научная картина мира в её смысложизненном содержании. Ввела в научный оборот и операционализировала и обосновала для гуманитарного познания статус междисциплинарного концепта «экзистенциальный опыт». Осуществила реконструкцию амбивалентной природы экзистенциального опыта применительно к влиянию пограничных ситуаций как на становление личности, так и на обретение ею устойчивых оснований собственного бытия. Обосновала понятие «натурализация экзистенции» в качестве способа осмысления экзистенциального в науке. Кроме того, определила особенности современных форм развития экзистенциальной философии применительно к культуре и науке.

## Награды
- Медаль Министерства образования РФ «За лучшую научную студенческую работу» по итогам открытого конкурса научных работ студентов по естественным, техническим и гуманитарным наукам в вузах Российской Федерации (2001)[1][6].
- Премия Правительства Москвы молодым учёным (2019) в номинации «Гуманитарные науки» за цикл работ по исследованию экзистенциального опыта как проблемы социально-гуманитарных наук[1][6][8][9].

## Научные труды

### Монографии
- Винокурова Л. И., Доду Я. И., Касавина Н. А. Экзистенциальные основания и социально-психологические аспекты адаптации коренного населения в условиях миграции: монография. — Астрахань : Астраханский государственный университет, 2010. — 218 с. ISBN 978-5-9926-03176-0
- Бочарникова И. С., Кулибаба С. И., Касавина Н. А. Народная культура в современных условиях: стратегия сохранения национальной идентичности: монография. — Астрахань: Астраханский государственный университет, 2010. — 264 с. ISBN 978-5-9926-0411-5
- Касавина Н. А. Экзистенциальный опыт в философии и социально-гуманитарных науках. — М.: ИФ РАН, 2015. — 189 с. 500 экз. — ISBN 978-5-9540-0294-2. (копия)
- Атлас модернизации России и её регионов: социоэкономические и социокультурные тенденции и проблемы / Отв. ред. и сост. Н. И. Лапин. — М.: Весь мир, 2016. — 360 с.
- Становление государства благосостояния и перспективы социального государства в России. Реалии и проекты / Беляева Л. А., Гранин Ю. Д., Касавина Н. А. и др.; под общ. ред. чл.-корр. РАН Н. И. Лапина; Институт философии РАН, Центр изучения социокультурных изменений. — СПб.: Реноме, 2019. — 230, [1] с. ISBN 978-5-00125-258-0 : 500 экз.
- Баева Л. В., Касавина Н. А., Федюлина Е. В., Лопатинская Т. Д. «Бытие-в-мире» электронной культуры / под общ. ред. д-ра филос. наук, проф. Л. В. Баевой. — СПб.: Реноме, 2020. — 191 с. ISBN 978-5-00125-414-0 : 500 экз.
- Касавина Н. А. Экзистенция и культура. — М: Весь мир, 2022. — 434 с. ISBN 978-5-7777-0881-6

### Статьи
на русском языке
- Касавина Н. А. Человек религиозный и человек метафизический // Философские науки. — 2006. — № 8. — С. 28—38.
- Касавина Н. А. Структура веры как антропологического феномена // Эпистемология и философия науки. — 2007. — № 4. — С. 232—240.
- Касавина Н. А. Фанатизм: личностные и групповые черты // Философские науки. — 2007. — № 9. — С. 66-82.
- Касавина Н. А., Щеглова Л. В. Вера как базисная открытость миру. Феномен доверия // Феноменология культуры: уникальное и универсальное. Сборник трудов научной школы доктора философских наук, профессора Л. В. Щегловой. / Отв. ред.: Н. Р. Саенко, Н. Б. Шипулина. — Волгоград: Царицынская полиграфическая компания, 2008. — С. 38-47.
- Касавина Н. А. Социально-эпистемологический подход к проблемам сознания и языка // Эпистемология и философия науки. — 2008. — Т. 17. — № 3. — С. 239—244.
- Касавина Н. А. Аксиологические аспекты веры // Философия и культура. — 2008. — № 2 (2). — С. 43-60.
- Касавина Н. А. Философский анализ опыта: экзистенциальный аспект // Вопросы философии. — 2009. — № 9. — С. 164—170.
- Касавина Н. А. Субъект в науке и искусстве: экзистенциальный аспект // Эпистемология и философия науки. — 2009. — Т. 22. — № 4. — С. 237—242.
- Касавина Н. А. Перепутья экзистенциального поиска (по роману С. Моэма «Бремя человеческих страстей») // Человек. — 2011. — № 1. — С. 76-83.
- Касавина Н. А. Экзистенциальный сдвиг на стыке классики и неклассики (на примере социологии) // Философия и культура. — 2011. — № 12 (48). — С. 39-49.
- Касавина Н. А. Терапия и технология: как работать с экзистенцией? // Философия и культура. — 2012. — № 9 (57). — С. 94-104.
- Касавина Н. А. Вера как опыт существования // Рефлексия. — 2012. — № 1. — С. 52.
- Касавина Н. А., Беляева Л. А., Лапин Н. И. Фундаментальные ценности цивилизационного выбора России // Россия на пути консолидации: Сборник статей. — СПб.: Нестор-История, 2015. — С. 7-60.
- Касавина Н. А. Точки роста в социально-гуманитарных науках: уроки экзистенциальной философии // Мышление учёного вчера и сегодня / Под ред. Л. А. Марковой. — М.: Альфа-М, 2012. — С. 160—176.
- Касавина Н. А. Экзистенциальный опыт: переживание пути и становление структуры // Вопросы философии. — 2013. — № 7. — С. 63-72.
- Касавин И. Т., Розин В. М., Колпаков В. А., Маркова Л. А., Лекторский В. А., Антоновский А. Ю., Алексеева Д. А., Лепский В. Е., Шпуров И. Ю., Орланов Г. Б., Куслий П. С., Касавина Н. А., Труфанова Е. О., Сафронов П. А. Гуманитарное знание и социальные технологии (материалы «конференции-круглого стола») // Вопросы философии. — 2013. — № 9. — С. 3-30.
- Касавина Н. А. По направлению к подлинности человеческого бытия (об экзистенциальной динамике в психологии) // Эпистемология и философия науки. — 2013. — Т. 38. — № 4. — С. 150—162.
- Касавина Н. А. Шаг вперёд и два шага назад: вторичная модернизация по-русски // Эпистемология и философия науки. — 2013. — Т. 38. — № 4. — С. 80-84.
- Касавина Н. А. Л. А. Маркова. Наука на грани с ненаукой. М.: Канон+, 2013, 335 с // Вопросы философии. — 2014. — № 1. — С. 184—187.
- Касавина Н. А. Экзистенциальный опыт как феномен культуры // Вопросы философии. — 2014. — № 10. — С. 46-56
- Знаков В. В., Касавина Н. А. Личность, опыт, экзистенция (впечатления участников конференции) // Эпистемология и философия науки. — 2014. — Т. 40. — № 2. — С. 226—229.
- Касавина Н. А. Наука в современном российском обществе. Аналитический обзор // Эпистемология и философия науки. — 2014. — Т. 42. — № 4. — С. 77-91.
- Лапин Н. И., Касавина Н. А. Несбалансированность процессов модернизации регионов. Центральный Федеральный округ. Центральный район ЦФО // Социологические исследования. — 2015. — № 3. — С. 29-36.
- Касавина Н. А. О гуманитаризации науки и натурализации экзистенции // Эпистемология и философия науки. — 2015. — Т. 46. — № 4. — С. 128—144.
- Касавина Н. А. Развитие науки в контексте новой индустриализации // Вестник Омского университета. Серия: Экономика. — 2015. — № 3. — С. 259—264.
- Касавина Н. А. Экзистенциальный выбор и данности существования // Человек перед выбором в современном мире: проблемы, возможности, решения: Материалы Всероссийской научной конференции 27-28 октября 2015 г., ИФ РАН (Москва). В 3 т. Т.1. / Под общ. ред. М. С. Киселёвой. — М.: Научная мысль, 2015. — С. 66-73.
- Касавина Н. А. Неизбежность трагического // Дерзновения и покорности Льва Шестова. Сборник научных статей Международной научной конференции к 150-летию со дня рождения философа. / Отв. ред. А. А. Ермичёв. — СПб.: Издательство Русской христианской гуманитарной академии, 2016. — С. 48-55.
- Касавина Н. А. Экзистенциальный опыт: отчаяние и надежда // Философские науки. — 2016. — № 10. — С. 54-67.
- Касавина Н. А. Грани русского самосознания: Ф. М. Достоевский И Л. Н. Толстой // Ярославский педагогический вестник. — 2016. — № 4. — С. 189—193.
- Беляева Л. А., Касавина Н. А. Проблемы модернизации России и её регионов // Философские науки. — 2017. — № 3. — С. 81-85.
- Касавина Н. А. Теодор Ильич Ойзерман. Характер и судьба // Философские науки. — 2017. — № 5. — С. 127—132.
- Касавина Н. А. Экзистенциальный опыт людей, переживших социокультурные потрясения, как предмет социально-гуманитарных наук // Философские науки. — 2017. — № 7. — С. 22-26.
- Касавина Н. А. Проблема личностной идентичности в электронной культуре // Практическая философия: от классики до информационного социума. Сборник материалов Всероссийской конференции. / Под науч. ред. Л. В. Баевой и К. А. Маркелова. — Астрахань: Издатель Р. В. Сорокин, 2018. — С. 147—151.
- Касавина Н. А. Социальное государство: между гуманизмом и прагматизмом // Социологические исследования. — 2018. — № 10. — С. 34-43. doi:10.31857/S013216250002156-4
- Касавина Н. А. Социальное государство как «эффект» модернизации // Философские науки. — 2018. — № 2. — С. 70-73.
- Касавина Н. А. Человек и техника: амбивалентность электронной культуры // Эпистемология и философия науки. — 2018. — Т. 55. — № 4. — С. 129—142.
- Касавина Н. А. О ценности науки (ответ А. Л. Никифорову) // Вестник Томского государственного университета. Философия. Социология. Политология. — 2018. — № 42. — С. 213—217.
- Касавина Н. А. Проблемы современной науки в социологических дискуссиях (аналитический обзор) // Вестник Томского государственного университета. Философия. Социология. Политология. — 2018. — № 46. С. 203—210.
- Знаков В. В., Касавина Н. А., Синеокая Ю. В. Экзистенциальный опыт: таинство и проблема // Философский журнал. — 2018. — Т. 11. — № 2. — С. 123—137.
- Касавина Н. А. Как возможна экзистенциальная философия науки? // История и философия науки в эпоху перемен. Сборник научных статей. В 6 томах. / Науч. ред. и сост.: И. Т. Касавина, Т. Д. Соколовой, Н. С. Автономовой, И. Н. Грифцовой, М. С. Киселёвой, И. Д. Невважая, И. Е. Сироткиной, Г. В. Сориной, Л. Б. Сукиной. — М.: Русское общество истории и философии науки, 2018. — С. 32-34.
- Касавина Н. А. Молодёжь в цифровом обществе: риски и возможности // Условия и способы повышения активности молодежи как субъекта инноваций и устойчивого развития регионов. Сборник докладов / статей участников XV Всероссийской научно-практической конференции в рамках инициативной программы «Проблемы социокультурной эволюции России и её регионов». — СПб.: Реноме, 2019. — С. 222—229.
- Касавина Н. А. Революция как иллюзия свободы // Революция и эволюция: модели развития в науке, культуре, обществе. Труды II Всероссийской научной конференции. — Н. Новгород: Красная ласточка, 2019. — С. 263—266.
- Касавина Н. А. Экзистенциальное одиночество: смирение и миссия (по мотивам произведений И. С. Тургенева) // Часы Ивана Тургенева. Международная конференция «Иван Сергеевич Тургенев: философствующий писатель и политический философ. К 200-летию со дня рождения». Всемирный день философии 15 ноября 2018 г. М.: Голос, 2018. С. 162—174.
- Касавина Н. А. О пределах пограничной ситуации (на примере повести А. Платонова «Джан») // Размышляя о Платонове. По материалам XVI конференции Института философии РАН с регионами России при участии Научно-исследовательского университета «Высшая школа экономики» и Института мировой литературы им. М. Горького РАН «Проблемы российского самосознания: „Народ жить может, но ему нельзя“ к 120-летию рождения А. Платонова» / Отв. ред. С. А. Никольский. — М.: Голос. 2019. — С. 80-107.
- Касавина Н. А. Как возможна популярная философия? // Вопросы философии. — 2019. — № 6. — C. 187—198. doi:10.31857/S004287440005353-3
- Касавина Н. А. Миссия учёного в «расколдованном» мире // Вопросы философии. — 2019. — № 7. — C. 28-32 doi:10.31857/S004287440005721-8
- Касавина Н. А. Феномен достойной жизни в контексте проблемы социального государства // Вопросы философии. — 2019. — № 11. — C. 22-27. doi:10.31857/S004287440007347-6
- Касавина Н. А. О бремени техники и миссии учёного // Эпистемология и философия науки. 2019. — Т. 56. — № 3. — С. 36-39.
- Касавина Н. А. Цифровизация как предмет междисциплинарных исследований // Эпистемология и философия науки. — 2019. — Т. 56. — № 4. — С. 251—259.
- Касавина Н. А. Наука как беспокойство духа (следуя за К. Ясперсом) // Наука как общественное благо. сборник научных статей Второго Международного Конгресса Русского общества истории и философии науки. Санкт-Петербургский государственный университет; Русское общество истории и философии науки. — М.: Русское общество истории и философии науки, 2020. — С. 17-19.
- Касавина Н. А. Человек — «долгое существо». Опыт метаэкзистенции // Вопросы философии. — 2020. — № 11. — С. 47-57. doi:10.21146/0042-8744-2020-11-47-57
- Касавина Н. А. Научное призвание как экзистенциальный выбор // Вестник Томского государственного университета. Философия. Социология. Политология. — 2020. — № 55. — С. 279—285.
- Касавина Н. А. «Digital existence»: цифровой поворот в понимании человеческого бытия // Цифровой учёный: лаборатория философа. — 2020. — Т. 3. — № 4. — С. 73-89.
- Касавина Н. А. В разомкнутости «собственного» бытия (на примере повести Л. Н. Толстого «Смерть Ивана Ильича») // Цифровой учёный: лаборатория философа. — 2021. — Т. 4. — № 2. — С. 83-106.
- Касавина Н. А. О «втором дыхании» цивилизационного развития (размышления о докладе Н. И. Лапина) // Проблемы цивилизационного развития. — 2021. — Т. 3. — № 1. — С. 43-56. doi:10.21146/2713-1483-2021-3-1-43-56

на других языках
- Kasavina N. A. The basic character of existential experience // Proceedings of the 23rd World Congress of Philosophy, Athens, Greece, Section of Existential Philosophy. Athens, 2013. — С. 328.
- Kasavina N. A. The basic character of existential experience // Philosophy: Theory and Practice/ Russian Academy of Sciences/ Ed.: V. Sharova, E. Trufanova, A. Yakovleva. — Moscow: ИФ РАН, 2013. — С. 148—152.
- Kasavina N. A. From Theory to Technology: The Case of Existential Psychotherapy // Russian Studies in Philosophy. — 2017. — Т. 55. — № 1. — С. 74-84. doi:10.1080/10611967.2017.1296294
- Kasavina N. A. The Problem of the Near-Death Experience: Lev Tolstoy and Andrei Platonov // Russian Studies in Philosophy. — 2020. — Vol. 58. — № 3. — P. 228—236.

### Элитология: Энциклопедический словарь
- Касавина Н. А. Вера // Элитология: Энциклопедический словарь / Под ред. проф. П. Л. Карабущенко. — М.: Экон-информ, 2013. — С. 78-79.
- Касавина Н. А. Духовная автономия // Элитология: Энциклопедический словарь / Под ред. проф. П. Л. Карабущенко. — М.: Экон-информ, 2013. — С. 148—149

### Научная редакция
- Лев Толстой: литература и философия / Институт научной информации по общественным наукам РАН и др.; сост. и отв. ред. Н. А. Касавина, Ю. В. Прокопчук. — М.: [б. и.]; СПб.: Центр гуманитарных инициатив, 2020. — 393 с. (Humanitas). ISBN 978-5-98712-226-6 : 500 экз.